# Bergholz
Bergholz es un municipio situado en el distrito de Pomerania Occidental-Greifswald, en el estado federado de Mecklemburgo-Pomerania Occidental (Alemania), a una altitud de 30 metros. Su población a finales de 2016 era de 300 habs. y su densidad poblacional, 15 hab/km².
Se encuentra ubicado al sureste del distrito, cerca de la frontera con Polonia.